# Overhead
Overhead är även en kortform av overheadprojektor.
Overhead (sv. allmänna omkostnader) är ett samlingsbegrepp som syftar på administrativa uppgifter och ledarskap i en arbetsgrupp eller ett företag. Man talar till exempel om overheadkostnader.

## Inom teknikvetenskap
Overhead står i motsats till nyttolast eller nyttodata (payload) inom ingenjörskonsten. De extra designinslagen som behövs för att tillfredsställa systemets behov kallas overhead. Till exempel kan en integrerad krets som drar mycket ström behöva en mekanism för värmeskingring och ett robust nätaggregat.

## Inom datakommunikation
Inom datakommunikation avser overhead kommunikationsprotokollens header (pakethuvud) och trailer (släp eller svans), som är metadata som utgör tillägg till paketens innehåll, i början respektive slutet av paketen. Overhead avser även mellanrum mellan paketen, och omsända paket.